# 浜田知章
浜田 知章（はまだ ちしょう、1920年（大正9年）4月27日 - 2008年（平成20年）5月16日）は、日本の詩人である。

## 経歴・人物
石川県の生まれ。1931年（昭和6年）に大阪に移り、第二次世界大戦後の1948年（昭和23年）には同人誌「山河」の創刊及び主催者となる。1951年（昭和26年）には同じく詩人だった長谷川龍生、牧羊子らと共に「山河」グループの結成に携わり、関西地方における前衛誌運動の拠点となった事に貢献した。翌1952年（昭和27年）には詩人達の会合であった「列島」に参加し、その後は多くの詩集の執筆に携わり受賞候補者ともなった。

## 著書
- 『浜田知章第二詩集』- 1959年（昭和34年）、第9回 H氏賞候補[2]。
- 『浜田第三第三詩集』- 1971年（昭和46年）、第1回 高見順賞候補[2]。
- 『出現』- 1987年（昭和62年）、第5回 現代詩人賞候補[2]。
- 『かくも長き実存』- 1996年（平成8年）、第14回 現代詩人賞候補[2]。
- 『梁楷』